# 巨阳
巨阳，中国战国时代的楚国都邑名。城址所在，一说在今安徽省阜阳市太和县东北原墙镇。一说在阜阳市北。
其地不见于春秋。战国后期，前253——前241年间为楚国国都。《史记·六国年表》载：楚考烈王十年(前253)，“徙于巨阳”。至二十二年（前241），又载：“王东徙寿春，命曰郢。”。然而同书《春申君列传》却记载前241年“楚于是去陈徙寿春”，疑似司马迁误记。《资治通鉴》胡三省注则认为“此时虽徙巨阳，未离陈地也”。